# دبیرستان فدرال وی
دبیرستان فدرال وی (انگلیسی: Federal Way High School) دبیرستانی در شهر فدرال وی ایالت واشینگتن آمریکا می‌باشد.